# Championnat du Nicaragua de football 1994-1995
Navigation
Saison précédente Saison suivante
La Primera División 1994-1995 est la cinquante-deuxième édition de la première division nicaraguayenne.
Lors de ce tournoi, le Juventus Managua a tenté de conserver son titre de champion du Nicaragua face aux meilleurs clubs nicaraguayens.
Seulement deux places étaient qualificatives pour la Coupe des champions de la CONCACAF et une seule autre pour la Coupe des vainqueurs de coupe de la CONCACAF.

## Bilan du tournoi
| Tableau d'Honneur |               |
| Compétition       | Vainqueur     |
| Primera División  | Diriangén FC  |
| Copa de Nicaragua | FC San Marcos |

| Qualifications continentales 1995-1996       |                  |
| Coupe des champions de la CONCACAF           | Qualifiés        |
| Deuxième tour de qualification               | Juventus Managua |
| Premier tour de qualification                | Real Estelí FC   |
| Coupe des vainqueurs de coupe de la CONCACAF | Qualifiés        |
| Premier tour de qualification                | FC San Marcos    |

| Promotions et relégations   |         |
| Relégué en Segunda División | Inconnu |
| Promu de Segunda División   | Inconnu |